# Caroline d'Orange-Nassau
Caroline d'Orange-Nassau, née le 28 février 1743 à Leeuwarden et morte le 6 mai 1787 à Kirchheimbolanden fut princesse régente des Pays-Bas de 1765 à 1766.

## Famille
Fille de Guillaume IV d'Orange-Nassau et de Anne de Hanovre, elle est la sœur aînée de Guillaume V d'Orange-Nassau et fut régente des Provinces-Unies peandant la minorité de son frère.
Le 5 mars 1760, Caroline d'Orange-Nassau épousa Charles-Christian de Nassau-Weilbourg (1761-1770).
Onze enfants sont nés de cette union :
- Georges Guillaume de Nassau-Weilbourg (1760-1762)
- Guillaume Louis de Nassau-Weilbourg (1761-1770)
- Wilhelmine-Louise de Nassau-Weilbourg (1765-1837), elle épousa le prince Henri XIII de Reuss-Greiz
- Frédéric-Guillaume de Nassau-Weilbourg, prince de Nassau-Weilbourg (1768-1816)
- Caroline Louise de Nassau-Weilbourg (1770-1828), elle épousa le prince Charles-Louis de Wied
- Amélie Charlotte de Nassau-Weilbourg (1776-1841), elle épousa le prince Victor d'Anhalt-Bernbourg-Schaumbourg-Lippe
- Henriette de Nassau-Weilbourg (1780-1857), elle épousa le prince Louis-Frédéric de Wurtemberg (fils de Frédéric II de Wurtemberg)

## Biographie
Selon la loi de transmission de 1747 déclarant les femmes aptes à la succession au stahoudérat des Pays-Bas, en 1765 Caroline d'Orange-Nassau fut désignée comme successeur de Guillaume IV d'Orange-Nassau, son père. Mais en 1748 naquit Guillaume V d'Orange-Nassau, dans l'ordre de succession Caroline d'Orange-Nassau fut placée en seconde position.
Après le décès de Guillaume IV d'Orange-Nassau, son épouse Anne de Hanovre fut déclarée régente pour son fils mineur, elle remplit ses fonctions de 1751 à 1759.
À sa mort ce fut Marie-Louise de Hesse-Cassel, grand-mère du jeune stathouder, qui remplit les fonctions de régente de 1759 à sa mort en 1765.
Après le décès de leur grand-mère, c'est Caroline d'Orange-Nassau qui devint à son tour régente des Pays-Bas jusqu'à la majorité de son frère en 1766.